# Classements de la saison 2022 de NCAA (football américain)
Trois sondages relatifs à la saison 2022 de Division 1 FBS (Football Bowl Subdivision) de football américain universitaire sont reconnus par la NCAA même si de nombreux autres sondages sont publiés dans divers médias.
Contrairement à la plupart des autres sports, l'organe directeur de la NCAA ne décerne pas un titre de champion national au terme de la saison régulière. Ce titre est décerné par une ou plusieurs agences de sondages (les polls) ce qui explique que par le passé plusieurs équipes différentes pouvaient être déclarées championnes d'une même saison. 
Deux des principaux organismes de sondage, l'AP Poll et le Coaches'Poll, commencent à publier leurs classements avant le début de la saison et le font ensuite après chaque semaine de compétition.
Depuis la saison 2014, un 3e classement est réalisé à partir de la mi-saison (après la 8e semaine de compétition) : le College Football Playoff (CFP). 
La saison régulière est suivie d'un système de playoffs regroupant quatre équipes. Il remplace l'ancien système du BCS Bowl Championship Series. Après la dernière semaine de saison régulière, le comité du CFP dévoile le classement final de la Div. 1 du FBS. Ce dernier classement détermine les quatre équipes qui participent aux playoffs lesquels se terminent par la grande finale nationale du mois de janvier. Il désigne également les équipes qui participent aux 4 autres bowls majeurs n'accueillant pas les demi-finales du CFP.

## Légende
|       |  | Monte dans le classement                                                    |
|       |  | Descend dans le classement                                                  |
|       |  | Même classement que le w-e précédent                                        |
|       |  | Sélectionné pour les ½ finales du College Football Playoff                  |
|       |  | Champion National                                                           |
| (#–#) |  | Matchs (Gagné-Perdu)                                                        |
| ≈     |  | A égalité avec l'équipe possédant le même symbole (du dessus ou du dessous) |

## Classements CFP
La parution du premier classement du College Football Playoff a été effectué le 1er novembre 2022 au terme de la 9e semaine et par la suite chaque mardi après les rencontres des semaines 10 à 14. Le classement final du CFP sera publié le dimanche 1er janvier 2023 et il déterminera les quatre finalistes qui participeront au tour final pour le titre de champion NCAA de football américain 2019.
| C.F.P.                 | Semaine 9 1er Nov.     | Semaine 10 8 Nov.                                                        | Semaine 11 15 Nov.                        | Semaine 12 22 Nov.                  | Semaine 13 29 Nov.                               | Semaine 15 (Final) 1 Déc.      | Saison 2022 |
| ---------------------- | ---------------------- | ------------------------------------------------------------------------ | ----------------------------------------- | ----------------------------------- | ------------------------------------------------ | ------------------------------ | ----------- |
| 1                      | Tennessee (8–0)        | Georgia (9–0)                                                            | Georgia (10–0)                            | Georgia (11–0)                      | Georgia (12–0)                                   | Georgia (13–0)                 | 1           |
| 2                      | Ohio State (8–0)       | Ohio State (9–0)                                                         | Ohio State (10–0)                         | Ohio State (11–0)                   | Michigan (12–0)                                  | Michigan (13–0)                | 2           |
| 3                      | Georgia (8-0)          | Michigan (9–0)                                                           | Michigan (10–0)                           | Michigan (11–0)                     | TCU (12–0)                                       | TCU (12–1)                     | 3           |
| 4                      | Clemson (8–0)          | TCU (9–0)                                                                | TCU (10–0)                                | TCU (11–0)                          | USC (11–1)                                       | Ohio State (11–1)              | 4           |
| 5                      | Michigan (8–0)         | Tennessee (8–1)                                                          | Tennessee (9–1)                           | LSU (9–2)                           | Ohio State (11–1)                                | Alabama (10–2)                 | 5           |
| 6                      | Alabama (7–1)          | Oregon (8–1)                                                             | LSU (8–2)                                 | USC (10–1)                          | Alabama (10–2)                                   | Tennessee (10–2)               | 6           |
| 7                      | TCU (8–0)              | LSU (7–2)                                                                | USC (9–1)                                 | Alabama (9–2)                       | Tennessee (10–2)                                 | Clemson (11–2)                 | 7           |
| 8                      | Oregon (7–1)           | USC (8–1)                                                                | Alabama (8–2)                             | Clemson (10–1)                      | Penn State (10–2)                                | Utah (10–3)                    | 8           |
| 9                      | USC (7–1)              | Alabama (7–2)                                                            | Clemson (9–1)                             | Oregon (9–2)                        | Clemson (10–2)                                   | Kansas State (10–3)            | 9           |
| 10                     | LSU (6–2)              | Clemson (8–1)                                                            | Utah (8–2)                                | Tennessee (9–2)                     | Kansas State (9–3)                               | USC (11–2)                     | 10          |
| 11                     | Ole Miss (8–1)         | Ole Miss (8–1)                                                           | Penn State (8–2)                          | Penn State (9–2)                    | Utah (9–3)                                       | Penn State (10–2)              | 11          |
| 12                     | UCLA (7–1)             | UCLA (8–1)                                                               | Oregon (8–2)                              | Kansas State (8–3)                  | Washington (10–2)                                | Washington (10–2)              | 12          |
| 13                     | Kansas State (6–2)     | Utah (7–2)                                                               | North Carolina (9–1)                      | Washington (9–2)                    | Florida State (9–3)                              | Florida State (9–3)            | 13          |
| 14                     | Utah (6–2)             | Penn State (7–2)                                                         | Ole Miss (8–2)                            | Utah (8–3)                          | LSU (9–3)                                        | Oregon State (9–3)             | 14          |
| 15                     | Penn State (6–2)       | North Carolina (8–1)                                                     | Kansas State (7–3)                        | Notre Dame (8–3)                    | Oregon State (9–3)                               | Oregon (9–3)                   | 15          |
| 16                     | Illinois (7–1)         | NC State (7–2)                                                           | UCLA (8–2)                                | Florida State (8–3)                 | Oregon (9–3)                                     | Tulane (11–2)                  | 16          |
| 17                     | North Carolina (7–1)   | Tulane (8–1)                                                             | Washington (8–2)                          | North Carolina (9–2)                | UCLA (9–3)                                       | LSU (9–4)                      | 17          |
| 18                     | Oklahoma State (6–2)   | Texas (6–3)                                                              | Notre Dame (7–3)                          | UCLA (8–3)                          | Tulane (10–2)                                    | UCLA (9–3)                     | 18          |
| 19                     | Tulane (7–1)           | Kansas State (6–3)                                                       | Florida State (7–3)                       | Tulane (9–2)                        | South Carolina (8–4)                             | South Carolina (8–4)           | 19          |
| 20                     | Syracuse (6–2)         | Notre Dame (6–3)                                                         | UCF (8–2)                                 | Ole Miss (8–3)                      | Texas (8–4)                                      | Texas (8–4)                    | 20          |
| 21                     | Wake Forest (6–2)      | Illinois (7–2)                                                           | Tulane (8–2)                              | Oregon State (8–3)                  | Notre Dame (8–4)                                 | Notre Dame (8–4)               | 21          |
| 22                     | NC State (6–2)         | UCF (7–2)                                                                | Oklahoma State (7–3)                      | UCF (8–3)                           | UCF (9–3)                                        | Mississippi State (8–4)        | 22          |
| 23                     | Oregon State (6–2)     | Florida State (6–3)                                                      | Oregon State (7–3)                        | Texas (7–4)                         | North Carolina (9–3)                             | NC State (8–4)                 | 23          |
| 24                     | Texas (5–3)            | Kentucky (6–3)                                                           | NC State (7–3)                            | Cincinnati (9–2)                    | Mississippi State (8–4)                          | Troy (11–2)                    | 24          |
| 25                     | UCF (6–2)              | Washington (7–2)                                                         | Cincinnati (8–2)                          | Louisville (7–4)                    | NC State (8–4)                                   | UTSA (11–2)                    | 25          |
|                        | Semaine 9 1er Nov.     | Semaine 10 8 Nov.                                                        | Semaine 11 15 Nov.                        | Semaine 12 22 Nov.                  | Semaine 13 29 Nov.                               | Semaine 15 (Final) 1 Déc.      |             |
| Sortis du classement : | Sortis du classement : | Oklahoma State (6–3) Syracuse (6–3) Wake Forest (6–3) Oregon State (6–3) | Texas (6–4) Illinois (7–3) Kentucky (6–4) | Oklahoma State (7–4) NC State (7–4) | Ole Miss (8–4) Cincinnati (9–3) Louisville (7–5) | UCF (9–4) North Carolina (9–4) |             |

## Classements AP Poll
| A.P.                   | Présaison 15 août      | Sem. 1 6 Sept.                | Sem. 2 11 Sept.                                | Sem. 3 18 Sept.      | Sem. 4 25 Sept.                            | Sem. 5 2 Oct.                                                                                                   | Sem. 6 9 Oct.                        | Sem. 7 16 Oct.                   | Sem. 8 26 Oct.                      | Sem. 9 30 Oct.                                       | Sem. 10 6 Nov.                                                           | Sem. 11 13 Nov.                                         | Sem. 12 20 Nov.        | Sem. 13 27 Nov.                                        | Sem. 14 4 Déc.                 | Ap. Bowls 10 Jan.          | Saison 2022 |
| ---------------------- | ---------------------- | ----------------------------- | ---------------------------------------------- | -------------------- | ------------------------------------------ | --- | ------------------------------------ | -------------------------------- | ----------------------------------- | ---------------------------------------------------- | ------------------------------------------------------------------------ | ------------------------------------------------------- | ---------------------- | ------------------------------------------------------ | ------------------------------ | -------------------------- | ----------- |
| 1                      | Alabama (54)           | Alabama (1-0) (44)            | Georgia (2–0) (53)                             | Georgia (3–0) (59)   | Georgia (4–0) (55)                         | Alabama (5–0) (25)                                                                                              | Georgia (6–0) (32)                   | Georgia (7–0) (31)               | Georgia (7–0) (31)                  | Georgia (8–0) (30)                                   | Georgia (9-0) (62)                                                       | Georgia (10–0) (62)                                     | Georgia (11–0) (62)    | Georgia (12–0) (58)                                    | Georgia (13–0) (62)            | Georgia (15–0) (63)        | 1           |
| 2                      | Ohio State (6)         | Georgia (1-0) (17)            | Alabama (2–0) (9)                              | Alabama (3–0) (3)    | Alabama (4–0) (4)                          | Georgia (5–0) (28)                                                                                              | Ohio State (6–0) (20)                | Ohio State (6–0) (17)            | Ohio State (7–0) (18)               | Ohio State (8–0) (18) Tennessee (8–0) (15)           | Ohio State (9–0) (1)                                                     | Ohio State (10–0) (1)                                   | Ohio State (11–0) (1)  | Michigan (12–0) (5)                                    | Michigan (13–0) (1)            | TCU (13–2)                 | 2           |
| 3                      | Georgia (3)            | Ohio State (1-0) (2)          | Ohio State (2–0) (1)                           | Ohio State (3–0) (1) | Ohio State (4–0) (4)                       | Ohio State (5–0) (10)                                                                                           | Alabama (6–0) (11)                   | Tennessee (6–0) (15)             | Tennessee (7–0) (13)                | Ohio State (8–0) (18) Tennessee (8–0) (15)           | Michigan (9–0)                                                           | Michigan (10–0)                                         | Michigan (11–0)        | TCU (12–0)                                             | TCU (12–1)                     | Michigan (13–1)            | 3           |
| 4                      | Clemson                | Michigan (1-0)                | Michigan (2–0)                                 | Michigan (3–0)       | Michigan (4–0)                             | Michigan (5–0)                                                                                                  | Clemson (6–0)                        | Michigan (7–0)                   | Michigan (7–0)                      | Michigan (8–0)                                       | TCU (9–0)                                                                | TCU (10–0)                                              | TCU (11–0)             | USC (11–1)                                             | Ohio State (11–1)              | Ohio State (11–2)          | 4           |
| 5                      | Notre Dame             | Clemson (1-0)                 | Clemson (2–0)                                  | Clemson (3–0)        | Clemson (4–0)                              | Clemson (5–0)                                                                                                   | Michigan (6–0)                       | Clemson (7–0)                    | Clemson (8–0) (1)                   | Clemson (8–0)                                        | Tennessee (8–1)                                                          | Tennessee (9–1)                                         | USC (10–1)             | Ohio State (11–1)                                      | Alabama (10–2)                 | Alabama (11–2)             | 5           |
| 6                      | Texas A&M              | Texas A&M (1-0)               | Oklahoma (2–0)                                 | Oklahoma (3–0)       | USC (4–0)                                  | USC (5–0) | Tennessee (5–0)                      | Alabama (6–1)                    | Alabama (7–1)                       | Alabama (7–1)                                        | Oregon (8–1)                                                             | LSU (8–2)                                               | LSU (9–2)              | Alabama (10–2)                                         | Tennessee (10–2)               | Tennessee (11–2)           | 6           |
| 7                      | Utah                   | Oklahoma (1-0)                | USC (2–0)                                      | USC (3–0)            | Kentucky (4–0)                             | Oklahoma State (4–0)                                                                                            | USC (6–0)                            | Ole Miss (7–0)                   | TCU (7–0)                           | TCU (8–0)                                            | LSU (7–2)                                                                | USC (9–1)                                               | Clemson (10–1)         | Tennessee (10–2)                                       | Utah (10–3)                    | Penn State (11–2)          | 7           |
| 8                      | Michigan               | Notre Dame (0-1)              | Oklahoma State (2–0)                           | Kentucky (3–0)       | Tennessee (4–0)                            | Tennessee (4–0)                                                                                                 | Oklahoma State (5–0)                 | TCU (6–0)                        | Oregon (6–1)                        | Oregon (7–1)                                         | USC (8-1)                                                                | Alabama (8–2)                                           | Alabama (9–2)          | Penn State (10–2)                                      | USC (11–2)                     | Washington (11–2)          | 8           |
| 9                      | Oklahoma               | Baylor (1-0)                  | Kentucky (2–0)                                 | Oklahoma State (3–0) | Oklahoma State (3–0)                       | Ole Miss (5–0)                                                                                                  | Ole Miss (6–0)                       | UCLA (6–0)                       | Oklahoma State (6–1)                | USC (7–1)                                            | UCLA (8–1)                                                               | Clemson (9–1)                                           | Tennessee (9–2)        | Washington (10–2)                                      | Penn State (10–2)              | Tulane (11–2)              | 9           |
| 10                     | Baylor                 | USC (1-0)                     | Arkansas (2–0)                                 | Arkansas (3–0)       | NC State (4–0)                             | Penn State (5–0)                                                                                                | Penn State (5–0)                     | Oregon (5–1)                     | USC (6–1) Wake Forest (6–1)         | UCLA (7–1)                                           | Alabama (7–2)                                                            | Utah (8–2)                                              | Oregon (9–2)           | Clemson (10–2)                                         | Clemson (11–2)                 | Utah (10–4)                | 10          |
| 11                     | Oregon                 | Oklahoma State (1-0)          | Michigan State (2–0)                           | Tennessee (3–0)      | Penn State (4–0)                           | Utah (4–1) | UCLA (6–0)                           | Oklahoma State (5–1)             | USC (6–1) Wake Forest (6–1)         | Ole Miss (8–1)                                       | Ole Miss (8–1)                                                           | Penn State (8–2)                                        | Penn State (9–2)       | LSU (9–3)                                              | Kansas State (10–3)            | Florida State (10–3)       | 11          |
| 12                     | Oklahoma State         | Florida (1-0)                 | BYU (2–0)                                      | NC State (3–0)       | Utah (3–1)                                 | Oregon (4–1) | Oregon (5–1)                         | USC (6–1)                        | UCLA (6–1)                          | Utah (6–2)                                           | Clemson (8–1)                                                            | Oregon (8–2)                                            | Washington (9–2)       | Utah (9–3)                                             | Washington (10–2)              | USC (11–3)                 | 12          |
| 13                     | NC State               | Utah (0-1)                    | Miami (FL) (2–0)                               | Utah (2–1)           | Oregon (3–1)                               | Kentucky (4–1)                                                                                                  | TCU (5–0)                            | Wake Forest (5–1)                | Penn State (6–1)                    | Kansas State (6–2)                                   | Utah (7–2)                                                               | North Carolina (9–1)                                    | Notre Dame (8–3)       | Kansas State (9–3)                                     | Florida State (9–3)            | Clemson (11–3)             | 13          |
| 14                     | USC                    | Michigan State (1-0)          | Utah (1–1)                                     | Penn State (3–0)     | Ole Miss (4–0)                             | NC State (4–1)                                                                                                  | Wake Forest (5–1)                    | Syracuse (6–0)                   | Utah (5–2)                          | Illinois (7–1)                                       | Penn State (7–2)                                                         | Ole Miss (8–2)                                          | Utah (8–3)             | Florida State (9–3)                                    | Tulane (11–2)                  | Kansas State (10–4)        | 14          |
| 15                     | Michigan State         | Miami (Fl.) (1-0)             | Tennessee (2–0)                                | Oregon (2–1)         | Washington (4–0)                           | Wake Forest (4–1)                                                                                               | NC State (5–1)                       | Utah (5–2)                       | Ole Miss (7–1)                      | LSU (6–2)                                            | North Carolina (8–1)                                                     | Washington (8–2)                                        | Kansas State (8–3)     | Oregon (9–3)                                           | Oregon (9–3)                   | Oregon (10–3)              | 15          |
| 16                     | Miami (Fl.)            | Arkansas (1-0)                | NC State (2–0)                                 | Ole Miss (3–0)       | Baylor (3–1)                               | BYU (4–1) | Mississippi State (5–1)              | Penn State (5–1)                 | Syracuse (6–1)                      | Penn State (6–2)                                     | Tulane (8–1)                                                             | UCLA (8–2)                                              | Florida State (8–3)    | Oregon State (9–3)                                     | LSU (9–4)                      | Oregon (9–3)               | 16          |
| 17                     | Pittsburgh             | Pittsburgh (1-0)              | Baylor (1–1)                                   | Baylor (2–1)         | Texas A&M (3–1)                            | TCU (4-0) | Kansas State (5–1)                   | Kansas State (5–1)               | Illinois (6–1)                      | North Carolina (7–1)                                 | NC State (7–2)                                                           | UCF (8–2)                                               | UCLA (8–3)             | UCLA (9–3)                                             | Oregon State (9–3)             | Oregon State (10–3)        | 17          |
| 18                     | Wisconsin              | NC State(1-0)                 | Florida (1–1)                                  | Washington (3–0)     | Oklahoma (3–1)                             | UCLA (5-0) | Syracuse (5–0)                       | Illinois (6–1)                   | LSU (6–2)                           | Oklahoma State (6–2)                                 | Texas (6–3)                                                              | Notre Dame (7–3)                                        | North Carolina (9–2)   | Tulane (10–2)                                          | UCLA (9–3)                     | Notre Dame (9–4)           | 18          |
| 19                     | Arkansas               | Wisconsin (1-0)               | Wake Forest (2–0)                              | BYU (2–1)            | BYU (3–1)                                  | Kansas (5-0) | Kansas (5–1)                         | Kentucky (5–2)                   | Kentucky (5–2)                      | Tulane (7–1)                                         | Liberty (8–1)                                                            | Kansas State (7–3)                                      | Tulane (9–2)           | Notre Dame (8–4)                                       | Notre Dame (8–4)               | Troy (12–2)                | 19          |
| 20                     | Kentucky               | Kentucky (1-0)                | Ole Miss (2–0)                                 | Florida (2–1)        | Arkansas (3–1)                             | Kansas State (4–1)                                                                                              | Utah (4–2)                           | Texas (5–2)                      | Cincinnati (6–1)                    | Wake Forest (6–2)                                    | Notre Dame (6–3)                                                         | Florida State (7–3)                                     | Ole Miss (8–3)         | South Carolina (8–4)                                   | South Carolina (8–4)           | Mississippi State (9–4)    | 20          |
| 21                     | Ole Miss               | BYU (1-0)                     | Texas (1–1)                                    | Wake Forest (3–0)    | Minnesota (4–0)                            | Washington (4–1)                                                                                                | Cincinnati (5–1)                     | Cincinnati (5–1)                 | North Carolina (6–1)                | NC State (6–2)                                       | Illinois (7–2)                                                           | Tulane (8–2)                                            | Cincinnati (9–2)       | Texas (8–4)                                            | Texas (8–4)                    | UCLA (9–4)                 | 21          |
| 22                     | Wake Forest            | Ole Miss (1-0)                | Penn State (2–0)                               | Texas (2–1)          | Wake Forest (3–1)                          | Syracuse (5-0)                                                                                                  | Kentucky (4–2) Texas (4–2)           | North Carolina (6–1)             | Kansas State (5–2)                  | Syracuse (6–2)                                       | UCF (7–2)                                                                | Cincinnati (8–2)                                        | Oregon State (8–3)     | UCF (9–3)                                              | UTSA (11–2)                    | Pittsburgh (9–4)           | 22          |
| 23                     | Cincinnati             | Wake Forest (1-0)             | Pittsburgh (1–1)                               | Texas A&M (2–1)      | Florida State (4–0)                        | Mississippi State (4-1)                                                                                         | Kentucky (4–2) Texas (4–2)           | NC State (5–2)                   | Tulane (7–1)                        | Liberty (7–1)                                        | Kansas State (6–3)                                                       | Coastal Carolina (9–1)                                  | Coastal Carolina (9–1) | UTSA (10–2)                                            | Troy (11–2)                    | South Carolina (8–5)       | 23          |
| 24                     | Houston                | Tennessee (1-0)               | Texas A&M (1–1)                                | Pittsburgh (2–1)     | Pittsburgh (3–1)                           | Cincinnati (4-1)                                                                                                | Illinois (5–1)                       | Mississippi State (5–2)          | NC State (5–2)                      | Oregon State (6–2)                                   | Washington (7–2)                                                         | Oklahoma State (7–3)                                    | Texas (7–4)            | North Carolina (9–3)                                   | Mississippi State (8–4)        | Fresno State (10–4)        | 24          |
| 25                     | BYU                    | Houston (1-0)                 | Oregon (1–1)                                   | Miami (FL) (2–1)     | Kansas State (3–1)                         | LSU (4-1) | James Madison (5–0)                  | Tulane (6–1)                     | South Carolina (5–2)                | UCF (6–2)                                            | Florida State (6–3)                                                      | Oregon State (7–3)                                      | UCF (8–3)              | Mississippi State (8–4)                                | NC State (8–4)                 | Texas (8–5)                | 25          |
| A.P.                   | Présaison 15 août      | Sem. 1 6 Sept.                | Sem. 2 11 Sept.                                | Sem. 3 18 Sept.      | Sem. 4 25 Sept.                            | Sem. 5 2 Oct.                                                                                                   | Sem. 6 9 Oct.                        | Sem. 7 16 Oct.                   | Sem. 8 26 Oct.                      | Sem. 9 30 Oct.                                       | Sem. 10 6 Nov.                                                           | Sem. 11 13 Nov.                                         | Sem. 12 20 Nov.        | Sem. 13 27 Nov.                                        | Sem. 14 4 Déc.                 | Ap. Bowls 10 Jan.          |             |
| Sortis du classement : | Sortis du classement : | Oregon (0–1) Cincinnati (0–1) | Notre Dame (0–2) Wisconsin (1–1) Houston (1–1) | Michigan State (2–1) | Florida (2–2) Texas (2–2) Miami (FL) (2–2) | Baylor (3–2) Texas A&M (3–2) Oklahoma (3–2) Arkansas (3–2) Minnesota (4–1) Florida State (4–1) Pittsburgh (3–2) | BYU (4–2) Washington (4–2) LSU (4–2) | Kansas (5–2) James Madison (5–1) | Texas (5–3) Mississippi State (5–3) | Kentucky (5–3) Cincinnati (6–2) South Carolina (5–3) | Oklahoma State (6–3) Wake Forest (6–3) Syracuse (6–3) Oregon State (6–3) | NC State (7–3) Texas (6–4) Liberty (8–2) Illinois (7–3) | Oklahoma State (7–4)   | Ole Miss (8–4) Cincinnati (9–3) Coastal Carolina (9–2) | UCF (9–4) North Carolina (9–4) | UTSA (11–3) NC State (8–5) |             |

## Classements Coaches'Poll
| A.P.                   | Présaison 15 août      | Sem. 1 6 Sept.                 | Sem. 2 11 Sept.                  | Sem. 3 18 Sept.      | Sem. 4 25 Sept.                                                 | Sem. 5 2 Oct.                                                                       | Sem. 6 9 Oct.                             | Sem. 7 15 Oct.            | Sem. 8 23 Oct.                      | Sem. 9 30 Oct.                        | Sem. 10 6 Nov.                                        | Sem. 11 13 Nov.                                         | Sem. 12 20 Nov.                               | Sem. 13 27 Nov.                                        | Sem. 14 4 Déc.          | Ap. Bowls 10 Jan.                | Saison 2022 |
| ---------------------- | ---------------------- | ------------------------------ | -------------------------------- | -------------------- | --------------------------------------------------------------- | ----------------------------------------------------------------------------------- | ----------------------------------------- | ------------------------- | ----------------------------------- | ------------------------------------- | ----------------------------------------------------- | ------------------------------------------------------- | --------------------------------------------- | ------------------------------------------------------ | ----------------------- | -------------------------------- | ----------- |
| 1                      | Alabama (54)           | Alabama (1-0) (57)             | Alabama (2–0) (39)               | Georgia (3–0) (40)   | Georgia (4–0) (34)                                              | Alabama (5–0) (34)                                                                  | Alabama (6–0) (35)                        | Georgia (7–0) (43)        | Georgia (7–0) (43)                  | Georgia (8–0) (45)                    | Georgia (9–0) (61)                                    | Georgia (10–0) (61)                                     | Georgia (11–0) (59)                           | Georgia (12–0) (60)                                    | Georgia (13–0) (59)     | Georgia (15–0) (63)              | 1           |
| 2                      | Ohio State (5)         | Georgia (1–0) (6)              | Georgia (2–0) (25)               | Alabama (3–0) (24)   | Alabama (4–0) (26)                                              | Georgia (5–0) (23)                                                                  | Georgia (6–0) (18)                        | Ohio State (6–0) (17)     | Ohio State (7–0) (17)               | Ohio State (8–0) (13)                 | Ohio State (9–0)                                      | Ohio State (10–0) (1)                                   | Ohio State (11–0) (1)                         | Michigan (12–0) (3)                                    | Michigan (13–0) (2)     | TCU (13–2)                       | 2           |
| 3                      | Georgia (6)            | Ohio State (1–0) (2)           | Ohio State (2–0) (1)             | Ohio State (3–0) (1) | Ohio State (4–0) (4)                                            | Ohio State (4–0) (7)                                                                | Ohio State (6–0) (10)                     | Michigan (7–0) (1)        | Tennessee (7–0) (2)                 | Tennessee (8–0) (5)                   | Michigan (9–0) (2)                                    | Michigan (10–0) (1)                                     | Michigan (11–0) (2)                           | TCU (12–0)                                             | Ohio State (11–1)       | Michigan (13–1)                  | 3           |
| 4                      | Clemson                | Clemson (1–0)                  | Clemson (2–0)                    | Michigan (3–0)       | Michigan (4–0)                                                  | Michigan (5–0)                                                                      | Michigan (6–0)                            | Tennessee (6–0) (2)       | Michigan (7–0) (1)                  | Michigan (8–0)                        | TCU (9–0)                                             | TCU (10–0)                                              | TCU (11–0)                                    | USC (11–1)                                             | TCU (12–1)              | Ohio State (11–2)                | 4           |
| 5                      | Notre Dame             | Michigan (1–0)                 | Michigan (2–0)                   | Clemson (3–0)        | Clemson (4–0)                                                   | Clemson (5–0)                                                                       | Clemson (6–0)                             | Clemson (7–0)             | Clemson (8–0)                       | Clemson (8–0)                         | Tennessee (8–1)                                       | Tennessee (9–1)                                         | USC (10–1)                                    | Ohio State (11–1)                                      | Alabama (10–2)          | Alabama (11–2)                   | 5           |
| 6                      | Michigan               | Texas A&M (1–0)                | Oklahoma (2–0)                   | Oklahoma (3–0)       | USC (4–0)                                                       | USC (5–0)                                                                           | USC (6–0)                                 | Alabama (6–1)             | Alabama (7–1)                       | Alabama (7–1)                         | Oregon (8–1)                                          | USC (9–1)                                               | LSU (9–2)                                     | Alabama (10–2)                                         | Tennessee (10–2)        | Tennessee (11–2)                 | 6           |
| 7                      | Texas A&M              | Oklahoma (1–0)                 | Oklahoma State (2–0)             | USC (3–0)            | Oklahoma State (3–0)                                            | Oklahoma State (4–0)                                                                | Oklahoma State (5–0)                      | Ole Miss (7–0)            | TCU (7–0)                           | TCU (8–0)                             | USC (8–1)                                             | LSU (8–2)                                               | Alabama (9–2)                                 | Penn State (10–2)                                      | Penn State (10–2)       | Penn State (11–2)                | 7           |
| 8                      | Utah                   | Baylor (1–0)                   | USC (2–0)                        | Oklahoma State (3–0) | Kentucky (4–0)                                                  | Tennessee (4–0)                                                                     | Tennessee (5–0)                           | TCU (6–0)                 | Oregon (6–1)                        | Oregon (7–1)                          | LSU (7–2)                                             | Alabama (8–2)                                           | Clemson (10–1)                                | Tennessee (10–2)                                       | USC (10–2)              | Washington (11–2)                | 8           |
| 9                      | Oklahoma               | Notre Dame (0–1)               | Michigan State (2–0)             | Kentucky (3–0)       | Tennessee (4–0)                                                 | Ole Miss (5–0)                                                                      | Ole Miss (6–0)                            | Oregon (5–1)              | Oklahoma State (6–1)                | USC (7–1)                             | Ole Miss (8–1)                                        | Clemson (9–1)                                           | Oregon (9–2)                                  | Washington (10–2)                                      | Kansas State (10–3)     | Tulane (12–2)                    | 9           |
| 10                     | Baylor                 | Oklahoma State (1–0)           | Kentucky (2–0)                   | Arkansas (3–0)       | NC State (4–0)                                                  | Penn State (5–0)                                                                    | Penn State (5–0)                          | UCLA (6–0)                | Wake Forest (6–1)                   | Ole Miss (8–1)                        | UCLA (8–1)                                            | Utah (8–2)                                              | Penn State (9–2)                              | Kansas State (9–3)                                     | Utah (10–3)             | Florida State (10–3)             | 10          |
| 11                     | Oklahoma State         | Michigan State (1–0)           | Arkansas (2–0)                   | NC State (3–0)       | Ole Miss (4–0)                                                  | Utah (4–1)                                                                          | UCLA (6–0)                                | Oklahoma State (5–1)      | USC (6–1)                           | UCLA (7–1)                            | Alabama (7–2)                                         | North Carolina (9–1)                                    | Tennessee (9–2)                               | Clemson (10–2)                                         | Clemson (11–2)          | Utah (10–4)                      | 11          |
| 12                     | Oregon                 | USC (1–0)                      | NC State (2–0)                   | Tennessee (3–0)      | Penn State (4–0)                                                | Oregon (4–1)                                                                        | Oregon (5-1)                              | USC (6–1)                 | Ole Miss (7–1)                      | Utah (6–2)                            | Clemson (8–1)                                         | Penn State (8–2)                                        | Washington (9–2)                              | Utah (9–3)                                             | Washington (10–2)       | Clemson (11–3)                   | 12          |
| 13                     | NC State               | NC State (1–0)                 | Miami (FL) (2–0)                 | Ole Miss (3–0)       | Utah (3–1)                                                      | Kentucky (4–1)                                                                      | NC State (5–1)                            | Wake Forest (5–1)         | Penn State (6–1)                    | Illinois (7–1)                        | Utah (7–2)                                            | Oregon (8–2)                                            | Kansas State (8–3)                            | LSU (9–3)                                              | Florida State (9–3)     | USC (11–3)                       | 13          |
| 14                     | Michigan State         | Pittsburgh (1–0)               | BYU (2–0)                        | Utah (2–1)           | Baylor (3–1)                                                    | NC State (4–1)                                                                      | Wake Forest (5–1)                         | Syracuse (6–0)            | Utah (5–2)                          | Kansas State (6–2)                    | North Carolina (8–1)                                  | Ole Miss (8–2)                                          | Utah (8–3)                                    | Florida State (9–3)                                    | Oregon (9–3)            | Kansas State (10–4)              | 14          |
| 15                     | USC                    | Utah (0–1)                     | Utah (1–1)                       | Penn State (3–0)     | Oregon (3–1)                                                    | Wake Forest (4–1)                                                                   | TCU (5–0)                                 | Utah (5–2)                | UCLA (6–1)                          | North Carolina (7–1)                  | Penn State (7–2)                                      | Washington (8–2)                                        | Notre Dame (8–3)                              | Oregon (9–3)                                           | LSU (9–4)               | LSU (10–4)                       | 15          |
| 16                     | Pittsburgh             | Miami (FL) (1–0)               | Tennessee (2–0)                  | Wake Forest (3–0)    | Oklahoma (3–1)                                                  | BYU (4–1)                                                                           | Kansas State (5–1)                        | Penn State (5–1)          | Syracuse (6–1)                      | Penn State (6–2)                      | NC State (7–2)                                        | UCLA (8–2)                                              | Florida State (8–3)                           | Oregon State (9–3)                                     | Oregon State (9–3)      | Oregon (10–3)                    | 16          |
| 17                     | Miami (Fl)             | Arkansas (1–0)                 | Ole Miss (2–0)                   | Baylor (2–1)         | Texas A&M (3–1)                                                 | Kansas (5–0)                                                                        | Mississippi State (5–1)                   | Kansas State (5–1)        | Kentucky (5–2)                      | LSU (6–2)                             | Tulane (8–1)                                          | Kansas State (7–3)                                      | North Carolina (9–2)                          | UCLA (9–3)                                             | Tulane (11–2)           | Oregon State (10–3)              | 17          |
| 18                     | Texas (1)              | Wisconsin (1–0)                | Ole Miss (2–0)                   | Baylor (2–1)         | Texas A&M (3–1)                                                 | TCU (4–0)                                                                           | Syracuse (5–0)                            | Kentucky (5–2)            | Illinois (6–1)                      | Oklahoma State (6–2)                  | Texas (6–3)                                           | UCF (8–2)                                               | UCLA (8–3)                                    | Tulane (10–2)                                          | UCLA (9–3)              | Notre Dame (9–4)                 | 18          |
| 19                     | Wake Forest            | Florida (1–0)                  | Baylor (1–1)                     | Texas (2–1)          | Arkansas (3–1)                                                  | UCLA (5–0)                                                                          | Utah (4–2)                                | Cincinnati (5–1)          | Cincinnati (6–1)                    | Wake Forest (6–2)                     | Liberty (8–1)                                         | Notre Dame (7–3)                                        | Ole Miss (8–3)                                | Notre Dame (8–4)                                       | South Carolina (8–4)    | Mississippi State (9–4)          | 19          |
| 20                     | Wisconsin              | Kentucky (1–0)                 | Texas (1–1)                      | Texas A&M (2–1)      | BYU (3–1)                                                       | Kansas State (4–1)                                                                  | Kansas (5–1)                              | Illinois (6–1)            | LSU (6–2)                           | NC State (6–2)                        | Illinois (7–2)                                        | Florida State (7–3)                                     | Tulane (9–2)                                  | South Carolina (8–4)                                   | Notre Dame (8–4)        | Troy (12–2)                      | 20          |
| 21                     | Kentucky               | Wake Forest (1–0)              | Florida (1–1)                    | Michigan State (2–1) | Wake Forest (3–1)                                               | Syracuse (5–0)                                                                      | Cincinnati (5–1)                          | Texas (5–2)               | North Carolina (6–1)                | Tulane (7–1)                          | UCF (7–2)                                             | Cincinnati (8–2)                                        | Cincinnati (9–2)                              | Texas (8–4)                                            | Texas (8–4)             | UCLA (9–4)                       | 21          |
| 22                     | Cincinnati             | Texas (1–0)                    | Texas A&M (1–1)                  | Florida (2–1)        | Florida State (4–0)                                             | Baylor (3–2)                                                                        | Kentucky (4–2)                            | North Carolina (6–1)      | Kansas State (5–2)                  | Syracuse (6–2)                        | Kansas State (6–3)                                    | Tulane (8–2)                                            | Oregon State (8–3)                            | North Carolina (9–3)                                   | UTSA (11–2)             | Pittsburgh (9–4)                 | 22          |
| 23                     | Arkansas               | Ole Miss (1–0)                 | Penn State (2–0)                 | BYU (2–1)            | Minnesota (4–0)                                                 | Mississippi State (4–1)                                                             | Baylor (3–2)                              | NC State (5–2)            | NC State (5–2)                      | Liberty (7–1)                         | Washington (7–2)                                      | Coastal Carolina (9–1)                                  | Coastal Carolina (9–1)                        | UCF (9–3)                                              | Mississippi State (8–4) | South Carolina (8–5)             | 23          |
| 24                     | Ole Miss               | Oregon (0–1)                   | Oregon (1–1)                     | Washington (3–0)     | Pittsburgh (3–1)                                                | Washington (4–1)                                                                    | Texas (4–2)                               | Mississippi State (5–2)   | Tulane (7–1)                        | Kentucky (5–3)                        | Kentucky (6–3)                                        | Oklahoma State (7–3)                                    | Texas (7–4)                                   | UTSA (10–2)                                            | Troy (11–2)             | Fresno State (10–4)              | 24          |
| 25                     | Houston                | BYU (1–0)                      | Pittsburgh (1–1)                 | Miami (FL) (2–1)     | Syracuse (4–0)                                                  | Arkansas (3–2)                                                                      | North Carolina (5–1)                      | Tulane (6–1)              | South Carolina (5–2)                | UCF (6–2)                             | Notre Dame (6–3)                                      | NC State (7–3)                                          | UTSA (9–2)                                    | Mississippi State (8–4)                                | North Carolina (9–4)    | Texas (8–5)                      | 25          |
| A.P.                   | Présaison 15 août      | Sem. 1 6 Sept.                 | Sem. 2 11 Sept.                  | Sem. 3 18 Sept.      | Sem. 4 25 Sept.                                                 | Sem. 5 2 Oct.                                                                       | Sem. 6 9 Oct.                             | Sem. 7 15 Oct.            | Sem. 8 23 Oct.                      | Sem. 9 30 Oct.                        | Sem. 10 6 Nov.                                        | Sem. 11 13 Nov.                                         | Sem. 12 20 Nov.                               | Sem. 13 27 Nov.                                        | Sem. 14 4 Déc.          | Ap. Bowls Jan.                   |             |
| Sortis du classement : | Sortis du classement : | Cincinnati (0–1) Houston (1–0) | Notre Dame (0–2) Wisconsin (1–1) | Pittsburgh (2–1)     | Texas (2–2) Michigan State (2–2) Florida (2–2) Miami (FL) (2–2) | Oklahoma (3–2) Texas A&M (3–2) Florida State (4–1) Minnesota (4–1) Pittsburgh (3–2) | BYU (4–2) Washington (4–2) Arkansas (3–3) | Kansas (5–2) Baylor (3–3) | Texas (5–3) Mississippi State (5–3) | Cincinnati (6–2) South Carolina (5–3) | Oklahoma State (6–3) Wake Forest (6–3) Syracuse (6–3) | Texas (6–4) Liberty (8–2) Illinois (7–3) Kentucky (6–4) | UCF (8–3) Oklahoma State (7–4) NC State (7–4) | Ole Miss (8–4) Cincinnati (9–3) Coastal Carolina (9–2) | UCF (9-4)               | UTSA (11–3) North Carolina (9–5) |             |